# القائمة الشبكية

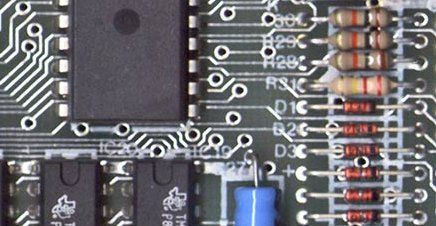
دارة الكترونية حديثة

القائمة الشبكية هي توصيف لاتصال دائرة إلكترونية في التصميم الالكتروني،  وتتكون في أبسط صورها من قائمة من المكونات الإلكترونية في دائرة مربوطة بقائمة من العقد،  والشبكة ما هي إلا مجموعة من اثنين أو أكثر من العناصر المرتبطة ببعض.

## نبذة
قد يختلف تركيب وتعقيد وتصوير القوائم الشبكية بدرجة كبيرة، ولكن الغرض الأساسي لأي قائمة شبكية هو إيصال معلومات الاتصال، وتقتصر المعلومات التي تقدمها القوائم الشبكية على الحالات والعقد وربما بعض خصائص المكونات المعنية،  وإن زادت عن هذا الحد فإنها عندئذ تعتبر لغة توصيف العتاد مثل فيريلوج أو في إتش دي إل (VHDL) أو إحدى اللغات العدة المصممة خصيصاً لإدخال المعلومات في المحاكيات.
ويمكن للقوائم الشبكية أن تكون مادية أو منطقية، ومعتمدة على الحالات أو الشبكة، ومسطحة أو هرمية، وقد تكون الهرمية مطوية أو غير مطوية.

## محتويات وتركيب القائمة الشبكية
إن معظم القوائم الشبكية إما تحتوي أو تشير إلى توصيفات للأجزاء أو الأجهزة المستخدمة، وكلما يستخدم جزء في قائمة شبكية فإن هذا يسمى «بالحالة».
وعادة ما تدرج هذه التوصيفات الاتصالات التي أنشئت لهذا النوع من الأجهزة وبعض الخصائص الأولية لذلك الجهاز، وتسمى نقاط الاتصال هذه «بالأطراف» أو «الدبابيس» إلى جانب أسماء أخرى عدة.
ويمكن «للحالة» أن تكون أي شيء ابتداءً بترانزستور الموسفت أو الترانزستور الثنائي القطب وانتهاءً بالمقاوم الكهربائي والمكثف ورقاقة الدائرة المتكاملة.
وللحالات «أطراف»، فأطراف المكنسة الكهربائية هي أطراف القابس المعدنية الثلاث، ولكل طرف اسم، واستكمالاً لمثل المكنسة الكهربائية فقد يكون الطرف «محايداً» و«مباشراً» و«أرضياً»، وعادة ما يكون اسم الحالة مميزاً، فلو كان للمكنسة الكهربائية حالتين فربما تسمى إحداهما "vac1" والأخرى "vac2"، وأما عدا ذلك فقد يكونان متماثلين.
والشبكات هي الأسلاك التي تربط الأشياء ببعض في الدائرة، ومن المحتمل وجود خصائص خاصة متعلقة بالشبكات في تصميم ما وهذا يعتمد على اللغة التي كتبت فيها القائمة الشبكية وسمات تلك اللغة.
 وعادة ما تقدم القوائم الشبكية المعتمدة على الحالات قائمة من الحالات المستخدمة في تصميم ما، وتقدم أيضاً إما قائمة مرتبة بأسماء الشبكات أو قائمة بالأزواج لاسم منفذ الحالة إلى جانب الاسم الشبكي المرتبط به المنفذ، وفي هكذا توصيف يمكن أن تجمع قوائم الشبكات من قوائم الاتصال ولا يوجد مكان لربط خصائص معينة بالشبكات نفسها، وسبايس هي أحد الأمثلة على القوائم الشبكية المعتمدة على الحالات.
وعادة ما تصف القوائم الشبكية المعتمدة على الشبكة جميع الحالات وخصائصها ومن ثم تصف كل شبكة وتحدد المنفذ المتصل بها عند كل حالة، وهذا من شأنه أن يسمح للخصائص بالارتباط بالشبكات، وعلى الأرجح أن إيديف (EDIF) هي أشهر القوائم الشبكية المعتمدة على الشبكة.

## الهرمية
من الشائع تقسيم التصاميم الكبيرة إلى قطع تصبح كل واحدة منها «تعريفاً» يكون قابلاً للاستخدام كحالات في التصميم، وفي تشبيه المكنسة الكهربائية فإنه قد يكون لأحدنا تعريف مكنسة كهربائية بمنافذه ولكن سيتضمن التعريف الآن توصيفاً كاملاً لأجزاء الآلة الداخلية وكيفية ترابطها (المحركات ومفاتيح التشغيل، الخ.)، تماماً كما يفعل مخطط الأسلاك.
ويسمى التعريف الذي لا يتضمن حالات «بدائياً» (أو «ورقياً» أو أسماء أخرى)؛ على عكس التعريف الذي يتضمن حالات فإنه يسمى «هرمياً».
وتسمح الهرمية «المطوية» لتعريف واحد بأن يصور عدة مرات من خلال الحالات، على عكس الهرمية «غير المطوية» إذ تسمح لتعريف ما بأن يصور أكثر من مرة في الهرمية.
ويمكن للهرميات المطوية أن تكون مدمجة إلى أبعد حد إذ إنه يمكن لقائمة شبكية صغيرة تحتوي على حالات قليلة أن تصف تصاميم تحتوي على عدد هائل من الحالات، ولنفترض على سبيل المثال أن التعريف A هو بدائي بسيط كخلية ذاكرة، وأن التعريف B يحتوي على 32 حالة من A؛ وأن C يحتوي على 32 حالة من B؛ وأن D يحتوي على 32 حالة من C؛ وأن E يحتوي على 32 حالة من D، وعلى هذا فإن التعريف يحتوي الآن على 5 تعريفات (من A إلى E) و 128 حالة، ومع ذلك فإن E يصف دائرة بها أكثر من مليون خلية ذاكرة.

### غير المطوية
فقط التعريفات البدائية يمكن أن تكون حالات في التصميم «المسطح»، ويمكن للتصاميم الهرمية أن تكون «متفجرة» («مسطحة») على نحو ارتدادي بإنشاء نسخة جديدة (باسم جديد) لكل تعريف في كل مرة تستخدم، وإذا ما كان التصميم مطوياً بدرجة كبيرة فإن توسيعه سيؤدي إلى قاعدة بيانات أكبر بكثير للقائمة الشبكية مع الحفاظ على تبعيات الهرمية، ولو أخذنا القائمة الشبكية الهرمية بعين الاعتبار فإن قائمة أسماء الحالات في مسار من التعريف الجذري إلى الحالة البدائية تحدد المسار الفريد الوحيد المؤدي إلى ذلك البدائي، وتكون المسارات المؤدية إلى جميع البدائيات مجتمعة قائمة شبكية مسطحة كبيرة تتساوى مع الإصدار الهرمي المدمج.

### التذييل الرجعي
التذييل الرجعي هو بيانات يمكن إضافتها إلى قائمة شبكية هرمية، وعادة ما تفصل هذه البيانات عن القائمة الشبكية نظراً لأن مجموعات بديلة أخرى من البيانات كهذه يمكن أن تطبق على قائمة شبكية واحدة، وقد تكون هذه البيانات استخرجت من تصميم مادي وقد تقدم معلومات إضافية لمحاكات أكثر دقة، وعادة ما تتكون البيانات من مسار هرمي ووصلة بيانات لذلك البدائي أو إيجاد قيم تأخير الآر سي بسبب الترابط.

### الموروث
مفهوم الموروث هو أحد المفاهيم الشائعة المقترنة بالقوائم الشبكية، لنفترض أن لتعريف مكثف خاصية تابعة تسمى «الكثافة» مقابلة بذلك الخاصية المادية لنفس الاسم بقيمة مبدئية قدرها "100pF" (100 بيكوفاراد)، وقد تكون لكل حالة من هذا المكثف خاصية كهذه ولكن بقيمة كثافة مختلفة، وقد لا يكون لحالات أخرى أي كثافة على الإطلاق، وفي حال عدم وجود كثافة لحالة ما فإنها سترث قيمة 100pF من تعريفها، و«ستحل» قيمة محددة محل قيمة التعريف، وإذا ما تساوى عدد كبير من الخصائص مع قيمة التعريف فإنه يمكن لكم هائل من المعلومات أن يورث غير مضطر بذلك لأن يكون محدداً على نحو وفير وبالتالي يوفر مساحة ويسهل قراءة التصميم للإنسان والآلة على حد سواء.